# Igrejas de Chiloé
As Igrejas de Chiloé são templos de madeira construídos no arquipélago de Chiloé, na zona Sul do Chile, de acordo com um esquema tradicional que se considera pertencente a uma escola de arquitectura. As igrejas foram construídas entre o século XVIII e o século XIX, tendo a UNESCO declarado 16 das igrejas Património Mundial, devido a estas serem dos poucos exemplos de construção em madeira do século XVIII nas Américas.

## Localização

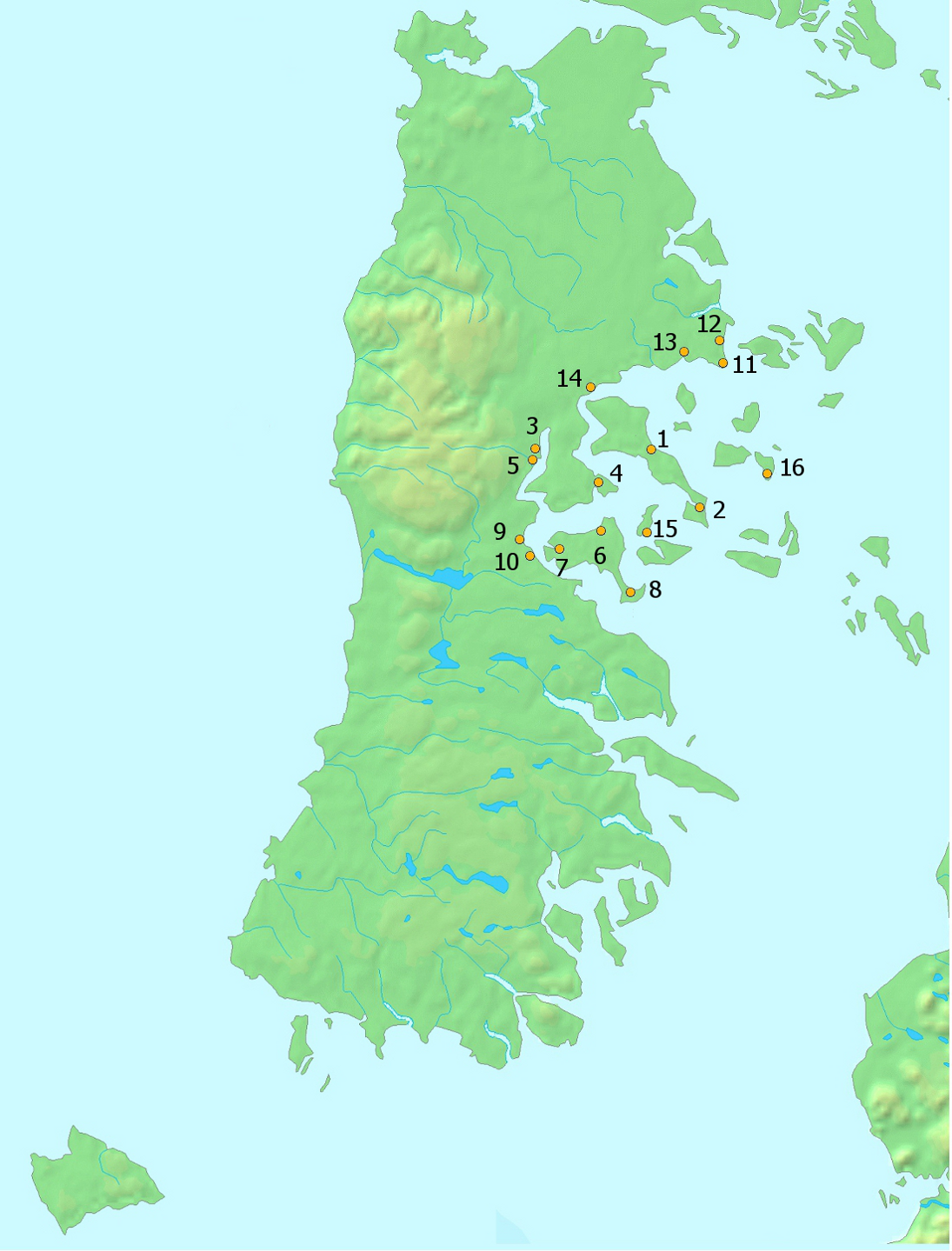
Distribuição das Igrejas de Chiloé listados de acordo com o seu código patrimonial.

Geograficamente, das dezasseis igrejas, nove estão na costa oriental da Ilha Grande, três em Lemuy, duas em Quinchao, uma em Caguach e uma em Chelín. Considerando-se as divisões administrativas, todos eles estão no província de Chiloé e de norte a sul são divididas por Comuna da seguinte forma: igreja Colo em Quemchi, os de Tenaún, San Juan e Dalcahue em Dalcahue aqueles de Caguach, Achao e Quinchao em Quinchao, o Castro, Nercón, Rilán e Chelín na Castro, e aqueles de Vilupulli e Chonchi em Chonchi, e o Aldachildo, Ichuac e Detif em Puqueldón.
| Código  | Nome                 | Localização | Imagem |
| ------- | -------------------- | ----------- | ------ |
| 971-001 | Igreja de Achao      | Quinchao    |        |
| 971-002 | Igreja de Quinchao   | Quinchao    |        |
| 971-003 | Igreja São Francisco | Castro      |        |
| 971-004 | Igreja de Rilán      | Castro      |        |
| 971-005 | Igreja de Nercón     | Castro      |        |
| 971-006 | Igreja de Aldachildo | Puqueldón   |        |
| 971-007 | Igreja de Ichuac     | Puqueldón   |        |
| 971-008 | Igreja de Detif      | Puqueldón   |        |
| 971-009 | Igreja de Vilupulli  | Chonchi     |        |
| 971-010 | Igreja de Chonchi    | Chonchi     |        |
| 971-011 | Igreja de Tenaún     | Dalcahue    |        |
| 971-012 | Igreja de Colo       | Quemchi     |        |
| 971-013 | Igreja de São João   | Dalcahue    |        |
| 971-014 | Igreja de Dalcahue   | Dalcahue    |        |
| 971-015 | Igreja de Chelín     | Castro      |        |
| 971-016 | Igreja de Caguach    | Quinchao    |        |